# Sebino Bambole
La Sebino Bambole, poi Tecnogiocattoli Sebino, è stata un'azienda di giocattoli, specializzata nella realizzazione di bambole, fondata nel 1957 dall'imprenditore bresciano Gervasio Chiari.

## Storia
L'azienda divenne celebre per aver commercializzato dal 1962 il famoso bambolotto multietnico chiamato Cicciobello, ideato dallo stesso Chiari. La sua produzione fu smisurata. Sempre negli anni sessanta, l'azienda lanciò in Italia le prime bambole parlanti. Attraverso dischi microsolco in materiale plastico di dimensioni ridotte, da inserire all'interno dei lettori occultati nei pupazzi, le bambole in questione (celeberrima la Michela) erano in grado di "cantare", ossia riprodurre canzoni.
Nel 1975 la Sebino Bambole mutò nome, diventando Tecnogiocattoli Sebino. Nella nuova sede di Cologne produsse elementi per conto della Polistil, fino all'acquisizione del marchio da parte della cinese May Cheong Group (proprietaria anche del marchio Maisto e Bburago) con ciclo di produzione e sviluppo interamente su territorio cinese. Si ignora l'attuale situazione del gruppo TG Sebino, che pure risulta legalmente esistente.

## Prodotti principali
- Angelino
- Bella Joy
- Bimbambole
- Camilla, la bambola col passaporto[2][3]
- Camilla Milla
- Cicciobello
- John lo sceriffo
- Michela
- Patatina
- Pupola